# Indigofera arenophila
Indigofera arenophila är en ärtväxtart som beskrevs av Schinz. Indigofera arenophila ingår i släktet indigosläktet, och familjen ärtväxter. Inga underarter finns listade i Catalogue of Life.